# Wiktor Konopka

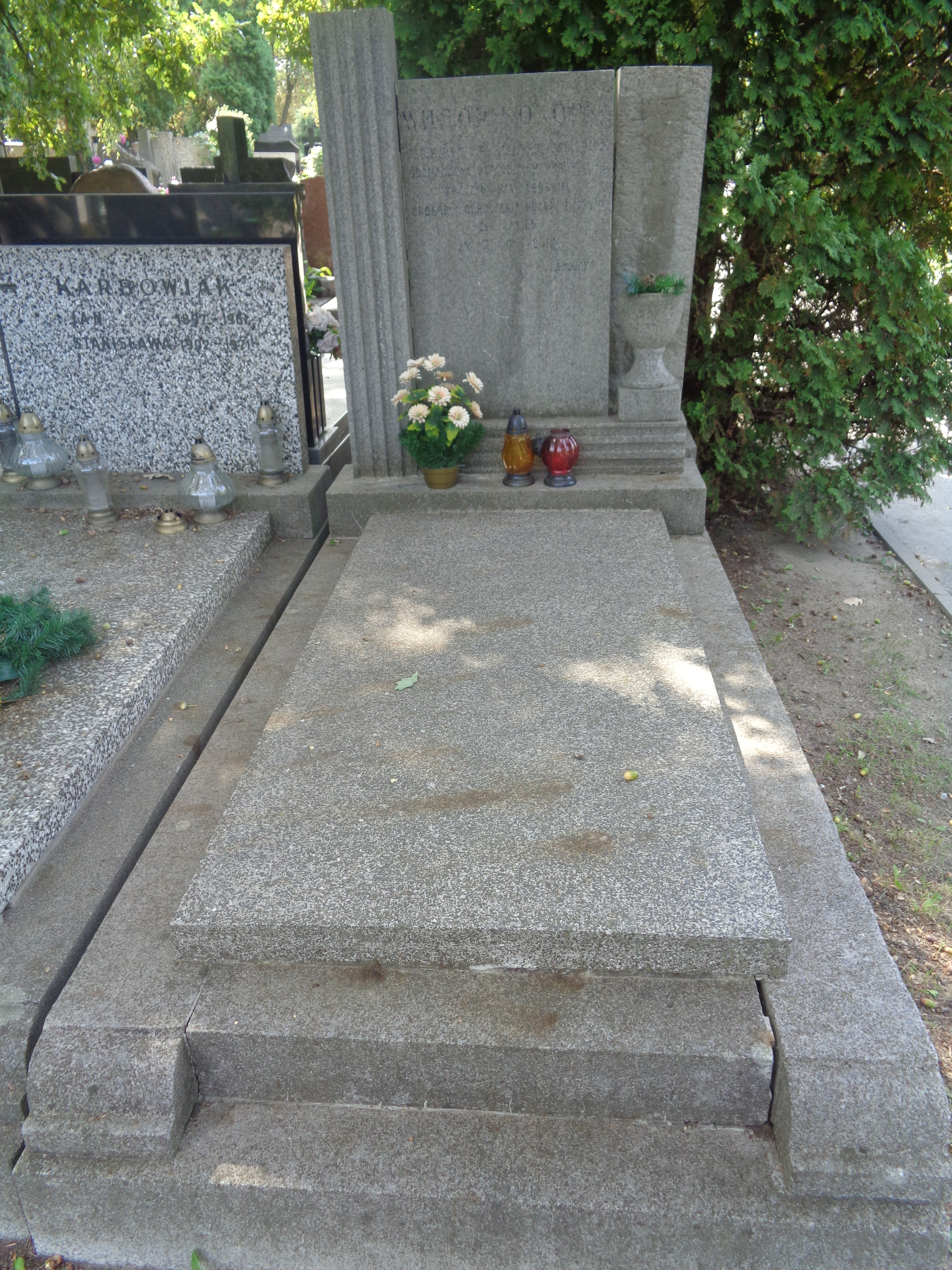
Grób Wiktora Konopki na cmentarzu wojskowym na Powązkach

Wiktor Konopka pseud. Madej, Stach (ur. 21 maja 1896 w Kawęczynie k. Warszawy, zm. 21 marca 1961 w Warszawie) – działacz komunistyczny, podpułkownik MBP.
Uczeń szkoły rzemieślniczej i terminator w zakładach stolarskich, po wybuchu I wojny światowej pracował przy wznoszeniu fortyfikacji w okolicach Łomży, Białegostoku i Grodna. W 1915 wcielony do rosyjskiej armii, służył w pułku strzelców w Narwie, gdzie w sierpniu 1915 wstąpił do wojskowej organizacji SDPRR(b). W 1917 brał aktywny udział w rewolucjach: lutowej i październikowej, w marcu 1918 wysłany do działalności agitacyjnej i propagandowej wśród żołnierzy I Korpusu Polskiego w Rosji na Ukrainie, jednak został aresztowany przez Niemców i osadzony w obozie, skąd uwolnił się w wyniku rewolucji listopadowej. W marcu 1919 wrócił do Warszawy, gdzie był stolarzem-cieślą na budowach, wstąpił do KPRP, w latach 1919–1923 był skarbnikiem koła KPRP w Markach, od maja 1920 do lutego 1921 odbywał służbę wojskową. Po powrocie z wojska pracował przez rok w Zbrojowni Warszawskiej, potem zwolniony za agitację komunistyczną, podjął pracę w Polskim Towarzystwie Budowlanym, w 1923 członek komitetu strajkowego podczas strajku robotników budowlanych w Warszawie, za co został zwolniony. Później pracował m.in. przy budowie domów oficerskich, w latach 1924–1927 członek Komitetu Dzielnicowego (KD) KPRP/KPP Marki-Wołomin, a w latach 1928–1929 sekretarz KD KPP Marki-Wołomin, w latach 1928–1930 członek PPS-Lewicy. Przewodniczący markowskiego oddziału Związku Robotników Budowlanych w Polsce. Podczas walk frakcyjnych w KPP członek ultralewicowej „mniejszości”, od 1930 funkcjonariusz KPP i członek Egzekutywy Komitetu Okręgowego (KO) KPP Warszawa Prawa Podmiejska, kandydat do sejmu z listy Jedności Robotniczo-Chłopskiej w 1930, w latach 1932–1934 studiował w Międzynarodowej Szkole Leninowskiej w Moskwie pod nazwiskiem „Stanisław Majewski”. Po powrocie do kraju został członkiem Egzekutywy Komitetu Warszawskiego KPP, później sekretarz KO KPP w Krakowie, członek Egzekutywy KO w Katowicach i sekretarz KO w Łomży.
W październiku 1939 aresztowany przez Niemców i przewieziony do obozu przejściowego w Ostrołęce, zbiegł do zajętego przez Armię Czerwoną Białegostoku, gdzie w latach 1939–1941 pracował w fabryce włókienniczej i działał w MOPR oraz był deputowanym do Rady Miejskiej. W latach 1941–1945 funkcjonariusz związków zawodowych w mieście Frunze (obecnie Biszkek), w 1943 współorganizował ZPP we Frunze i był przewodniczącym Frunzeńskiego Zarządu Obwodowego ZPP, potem pełnomocnikiem Zarządu Głównego ZPP na Kirgiską SRR. W maju 1945 wrócił do Polski, wstąpił do PPR i został II sekretarzem Komitetu Wojewódzkiego (KW) PPR w Krakowie. Później pracował w Biurze Odbudowy Stolicy, od 1 sierpnia 1945 był żołnierzem KBW i Szefem Oddziału Budownictwa i Zakwaterowania Kwatermistrzostwa KBW, w grudniu 1945 brał udział w I Zjeździe PPR. W lipcu 1947 jako podpułkownik UB zaczął pracować w Departamencie Ochrony Rządu MBP, od 1 lipca 1947 do 31 stycznia 1948 kierownik Grupy Ochrony Osobistej Wicepremiera, od 31 stycznia 1948 do 30 września 1949 zastępca naczelnika wydziału tego departamentu. Do 30 kwietnia 1955 naczelnik Wydziału Transportu Departamentu Ochrony Rządu, następnie przeszedł na emeryturę. Był odznaczony m.in. Orderem Sztandaru Pracy II klasy i Krzyżem Kawalerskim Orderu Odrodzenia Polski.
Pochowany na wojskowych Powązkach (kwatera BII28-11-30)